# Froxfield
Froxfield est une paroisse civile et un village du Wiltshire, en Angleterre.